# Clara Prats i Soler
Clara Prats i Soler   (Barcelona, 1979) és una física i investigadora catalana,  catedràtica de la Universitat Politècnica de Catalunya. L'any 2025 va ser inclosa en la llista Les 100 dones més influents de Catalunya, elaborada per la revista Forbes.

## Trajectòria
Va néixer a Barcelona, amb vincles familiars al municipi de Moià. Filla d'una biòloga i un músic, Des dels diset anys i durant més d'una dècada, Prats va dirigir cors infantils, juvenils i universitaris. Amb veu de soprano, va cantar en cors fins al 2020.
Prats va estudiar física, especialitzant-se en models computacionals de malalties infeccioses. Durant deu anys, va col·laborar amb l'Institut de Recerca Germans Trias i Pujol (IGTP) creant models matemàtics aplicats a la tuberculosi i altres malalties infeccioses amb Pere-Joan Cardona.
Durant la pandèmia de la Covid-19 fou nomenada directora del grup de biologia computacional i sistemes complexos del grup de recerca BIOCOM-SC, de la Universitat Politècnica de Catalunya (UPC). Des d'aquesta posició, va contribuir a la creació de models matemàtics de la dinàmica epidemiològica de la COVID-19, al seu seguiment i a la divulgació i comunicació a la societat de l'evolució de la pandèmia. També va començar a exercir com a docent a la Escola d'Enginyeria Agroalimentària i de Biosistemes de Barcelona, pertanyent a la UPC.
El setembre de 2021 va passar a integrar el Comitè Científic Assessor de la Covid-19 de Catalunya, dirigit per Magda Campins Martí.

## Premis i reconeixements
El 2021 va obtenir el guardó de Matemàtiques i Societat de la Fundació Ferran Sunyer i Balaguer, integrat a l'Institut d'Estudis Catalans, pel seu treball en la visibilització i utilització de models i tècniques matemàtiques i estadístiques en la pandèmia. L'any següent, Prats al costat del seu grup de recerca BIOCOM-SC, va ser reconeguda amb el Premi Ciutat de Barcelona 2021 en la categoria de Ciències Experimentals i Tecnologia, que atorga anualment l'Ajuntament de Barcelona.
El 2023 va ser elegida membre de l'Institut d'Estudis Catalans. El 2025 fou inclosa a la llista Forbes de les 100 dones més influents de Catalunya.